# Sōseki Natsume

Natsume Sōseki (1912)

Natsume Sōseki (japanisch 夏目 漱石, eigentlich Natsume Kinnosuke 夏目 金之助; * 9. Februar 1867 in Ushigome, Edo (heute Shinjuku, Tokio); † 9. Dezember 1916 in Tokio) gehört zu den berühmtesten japanischen Schriftstellern der Meiji-Zeit.

## Herkunft und Ausbildung
Natsume Sōseki war das jüngste von acht Kindern. Als seine Mutter ihn zur Welt brachte, war sie daher schon alt und die Tatsache, dass nun ein weiterer Sohn folgen sollte, beschämte sie sehr. Deswegen – und auch, weil die ehemals wohlhabende Familie es sich finanziell nicht leisten konnte, ein weiteres Kind zu erziehen – wurde der Säugling an den ehemaligen Bediensteten Shiobara Masanosuke (塩原 昌之助) abgegeben. Letzterer kümmerte sich zusammen mit seiner Frau um Kinnosuke, bis dieser neun Jahre alt war. Danach nahmen ihn seine leiblichen Eltern wieder bei sich auf – die sich als seine Großeltern ausgaben – obwohl sein Vater dies mit Vorbehalt tat. Seine Mutter starb, als er vierzehn Jahre alt war.
Obwohl Natsume Kinnosuke ein ungewolltes, ergo ungeliebtes, Kind war, ermöglichte ihm sein Vater eine gute Ausbildung: Er wurde auf eine chinesisch geprägte Schule geschickt, wo er auch seine Begeisterung für chinesische Literatur entdeckte und den sehnlichen Wunsch entwickelte, eines Tages Schriftsteller zu werden. Seiner Familie missfiel diese Idee und auch er selbst sah ein, dass ein Dasein als Autor zu seinen Lebenszeiten eine eher brotlose Existenz sei. Als er im September 1884 begann, die Universität Tokio zu besuchen, tat er dies mit der Absicht, Architekt zu werden. In dieser Zeit begann er, Englisch – eine von ihm zutiefst gehasste Sprache – zu lernen, da er fühlte, dass es ihm bei seiner späteren Karriere nützlich sein könnte.
1887 traf er in Masaoka Shiki einen Freund, der ihn in seinem Bestreben, Schriftsteller zu werden, unterstützte. Shiki führte ihn in die Kunst der Haiku-Dichtung ein. Von diesem Zeitpunkt an begann Natsume Sōseki, seine Gedichte mit dem Namen Sōseki zu unterschreiben. Dieser Name taucht im Sprichwort Sōseki-chinryū (漱石枕流) im Jin Shu mit der Bedeutung eines „schlechten Verlierers“ oder „rechthaberisch“ auf. 1890 trat er in die Abteilung für englische Literatur der Kaiserlichen Universität Tokio ein und wurde schnell ein Meister der englischen Sprache. Sōseki schloss sein Studium 1893 ab und wurde Aushilfslehrer für Englisch an der Höheren Normalschule Tokio (später Pädagogische Universität Tokio).

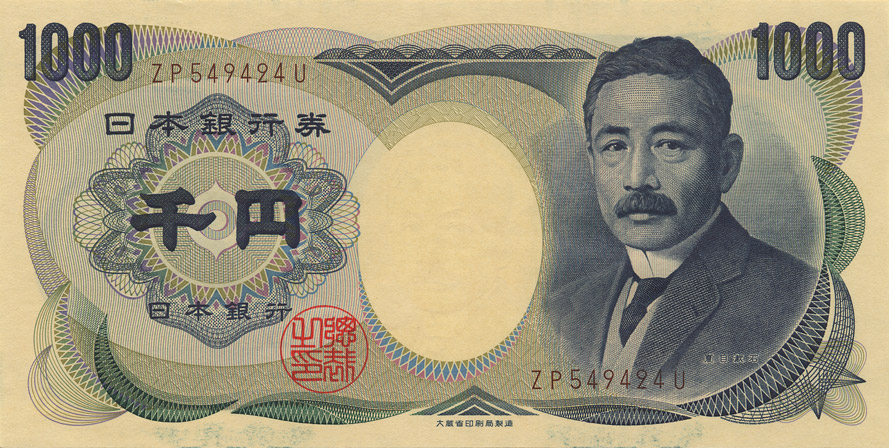
Natsume-Sōseki-Porträt auf einer 1000-Yen-Banknote der Bank of Japan

1895 wurde Natsume Sōseki Lehrer an einer Mittelschule in Matsuyama auf Shikoku. Dort sollte sich später die Handlung seines Romans Botchan abspielen. Neben seiner Arbeit als Lehrer veröffentlichte er Haiku-Gedichte und chinesische Poesie in einer Reihe von Zeitungen und Zeitschriften. 1896 kündigte er und begann, an der 5. Oberschule in Kumamoto zu unterrichten. Am 10. Juni desselben Jahres heiratete er Nakane Kyōko (中根鏡子).
1900 reiste Natsume Sōseki als Emissär der japanischen Regierung nach London, um dort zu studieren. Er fuhr nach Cambridge, verbrachte dort eine Nacht und schaute sich die Universität an. Er gab sein Vorhaben, sich als Student einzuschreiben, jedoch bald auf, da er das durch sein Lehrergehalt nicht finanzieren konnte.
Die Zeit in London war für ihn, der feste und traditionsbewusste Familienverbände kannte, schrecklich und traumatisierend. Die meiste Zeit verbrachte er allein in seiner Wohnung hinter Büchern. Seine Freunde hatten Sorge, dass er vielleicht psychisch krank werden könnte. Er lebte als Mieter in insgesamt vier verschiedenen Wohnungen. Aber es gelang ihm, seine Kenntnisse über die englische Literatur zu vervollständigen. Er kehrte am Ende des Jahres 1902 nach Japan zurück. Fünf Jahre später schrieb er über diese Zeit: „Die zwei Jahre, die ich in London verbrachte, waren die unerfreulichsten meines Lebens. Unter englischen Gentlemen lebte ich im Elend wie ein armer Hund, der sich in ein Wolfsrudel verirrt hat.“ Er wurde aber Professor für englische Literatur an der Kaiserlichen Universität Tokio.
Im Jahr 1909 reiste er auf Kosten der Südmandschurischen Eisenbahn durch die Mandschurei und Korea. Bei dieser Unternehmung entstand Man-Kan tokoro dokoro (満韓ところどころ), ein Reisebericht mit fiktiven Elementen, in dem er seine Missachtung für die dortige Bevölkerung und Kultur zum Ausdruck bringt und sich eingehend mit seiner Gesundheit beschäftigt.
Begraben ist Sōseki auf dem Friedhof Zōshigaya. Natsume Sōseki ist auf 1000 Yen-Scheinen abgebildet, die von 1984 bis 2004 gedruckt worden sind. 1990 wurde der Asteroid (4039) Souseki nach ihm benannt.

## Literarische Karriere
Natsume Sōsekis Schriftstellerkarriere begann, als er einen Roman mit dem Titel Ich der Kater schrieb. Die erste Folge der in der bekannten, durch seinen Freund Masaoka Shiki herausgegebenen Literaturzeitschrift Hototogisu veröffentlichten Geschichte gelang so gut, dass er den Fortsetzungsroman abschloss und mit Der Tor aus Tokio einen zweiten Roman veröffentlichte, der ihm wiederum viel Applaus, aber auch Kritik einbrachte. Als er seinen Ruf als Schriftsteller damit etabliert hatte, legte er 1907 seine Professur nieder und widmete sich ganz der Schriftstellerei. Er veröffentlichte nun jedes Jahr einen Roman bis zu seinem Tod durch Magenkrebs Ende 1916.

## Werk

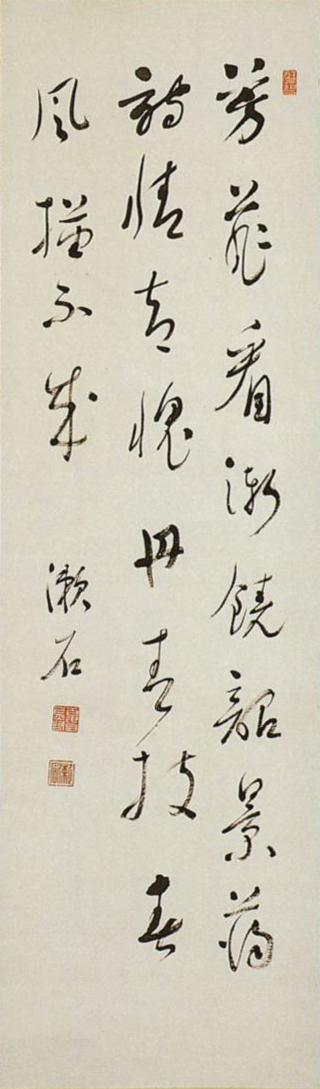
Kalligraphie von Natsume Sōseki

Bedeutende Themen in Natsume Sōsekis Werk waren der Kampf der einfachen Leute gegen die wirtschaftliche Not sowie der Konflikte zwischen Pflicht und Verlangen oder der Widerspruch zwischen Loyalität und Freiheit. Weiterhin wird in seinen Büchern die rasante Industrialisierung Japans beschrieben und deren Folgen für die Bevölkerung. Sōseki zeichnet dabei ein pessimistisches Bild der menschlichen Natur.
1914 schrieb er seinen wohl bekanntesten Roman Kokoro (こゝろ). Dieses Buch gehört auch heute noch zu den bedeutendsten Arbeiten der modernen japanischen Literatur. Kokoro lässt sich wörtlich als Herz, jedoch auch als Seele, Gedanke und Inneres (im Unterschied zu Verstand) übersetzen.
Bedeutende Arbeiten Natsume Sōsekis sind:
- Ich der Kater (1905, 吾輩は猫である, Wagahai wa neko de aru). Aus dem Japanischen übertragen und mit einem Nachwort versehen von Otto Putz. Insel Verlag. Frankfurt am Main 1996. ISBN 3-458-16796-X.
- Rondon-tō (1905, 倫敦塔 „Der Tower von London“)
- Der Tor aus Tokio (1906, 坊っちゃん, Botchan). Übersetzt von Jürgen Berndt und Seiei Shinohara. Aufbau-Verlag. Berlin, Weimar 1965
- Das Graskissen-Buch (1906, 草枕, Kusamakura)
- Shumi no iden (1906, 趣味の遺伝)
- Nihyakujū nichi (1906, 二百十日)
- Klatschmohn (1907, 虞美人草, Gubijinsō)
- Der Bergmann (1908, 坑夫, Kofū). Übersetzung und Nachwort von Franz Hintereder-Emde. be.bra verlag, Berlin 2016, ISBN 978-3-86124-920-7
- Träume aus zehn Nächten (1908, 夢十夜, Yume jū-ya). Übersetzt von Jürgen Berndt. In: Träume aus zehn Nächten. Japanische Erzählungen des 20. Jahrhunderts. Herausgegeben von Eduard Klopfenstein, Theseus Verlag, München 1992, S. 63–85. ISBN 3-85936-057-4
- Sanshirōs Wege (1908, 三四郎, Sanshirō). Übersetzung und Nachwort von Christof Langemann. be.bra verlag, Berlin
- Und dann? (1909, それから, Sore kara). Übersetzt von Ryoichi Iwako und Rose Takahashi. Kyoto 1943, Doitsu bunka kenkyusho
- Nebel (1909, 霧, kiri), Eindruck (1909, 印象, inshō), Mona Lisa (1909, モナリサ, mona risa). Übersetzt von Wolfgang Schamoni. In: Hefte für Ostasiatische Literatur Nr. 12 (März 1992). iudicium Verlag. München 1992. S. 13–20
- Mon (1910, 門)
- Omoidasu koto nado (1910, 思い出す事など)
- Higan sugi made (1912, 彼岸過迄)
- Kōjin (1912, 行人)
- Kokoro (1914, こゝろ, Kokoro) Aus dem Japanischen übersetzt und mit einem Nachwort versehen von Oscar Benl
- Watakushi no kojin shugi (1914, 私の個人主義)
- Michikusa (1915, 道草)
- Hinter der Glastür (1915, 硝子戸の中, Garasudo no uchi). Übersetzt und mit einem Nachwort versehen von Christoph Langemann, Angkor Verlag, Frankfurt am Main 2011, ISBN 978-3-936018-80-6
- Meian (1916, 明暗; unvollendet)
- Haiku. Auswahl, Deutsch von Tarō Yamada und Guido Keller. Angkor Verlag. Frankfurt am Main 2014. E-Book